# Архімедова точка
Архімедова точка (лат. Punctum Archimedis) — гіпотетична точка зору, з якої можна ідеально сприйняти певну об’єктивну правду, або надійна стартова точка, з якої можна аналізувати. Іншими словами, Архімедова точка описує ідеал відсторонення від об’єкта вивчення так, щоб дослідник міг спостерігати його відношення до інших речей, залишаючись незалежним від них.